# Escudo de Ambato
El escudo de armas de Ambato y Tungurahua es el símbolo heráldico que representa a la ciudad, al cantón homónimo y de la Provincia de Tungurahua fue adoptada en 1954 por la Provincia de Tungurahua, promulgada en 2002 y reformada el 26 de enero de 2004 por el Concejo Municipal del Cantón Ambato. En 1906 fue modificado por los hermanos Juan Francisco y Antonio Montalvo. Se compone únicamente de un blasón de forma española (el borde inferior redondeado en la punta) de 3 cuarteles:
- El cuartel superior consta del volcán Tungurahua en erupción; simboliza la relación del volcán cuyo nombre lleva la provincia y a la actividad volcánica que éste ha tenido.

- En la parte media consta el río y tres piedras sobresalientes que indica el paso del Topo hacia el oriente.

- El cuartel es de fondo amarillo y en la parte inferior está un árbol de canela y a los lados dos cuernos de la abundancia llenos de frutas, representando la riqueza provincial; debajo de esto, se encuentra una llave dorada que representa la puerta de entrada a la Región Amazónica del Ecuador.[3][4]